# Erythrocera porcula
Erythrocera porcula là một loài ruồi trong họ Tachinidae.